# Lydia Lithell
Lydia Augusta Lithell, född 10 september 1909, död 6 december 1957 i Kumla, var en svensk organist, sångförfattare och kompositör.
Lithell var verksam inom Kumla baptistförsamling som organist och församlingsmusiker. Hon avlade kantorsexamen 1954 och skrev cirka 300 andliga sånger och tonsatte själv ett flertal av dem. Bland annat skrev hon den svenska texten till den välkända Jag har hört om en stad (ovan molnen). I Den svenska psalmboken 1986 är hon representerad med en bearbetning från 1955 av psalm 222, Just som jag är, ej med ett strå. Hon var gift med korvfabrikören Daniel Lithell som grundade snabbmatskedjan Sibylla.

## Psalmer
- Just som jag är, ej med ett strå bearbetning av Betty Ehrenborgs översättning från 1853. Finns på Wikisource.
- Det enda som bär när allting annat vacklar
- Jag har hört om en stad